# Велика Планина
Велика Планина (словен. Velika Planina) је насељено место у општини Камник, Средњесловенска регија, Словенија.

## Историја
До територијалне реорганизације у Словенији била је у саставу старе општине Камник.

## Становништво
У попису становништва из 2011. године, Велика Планина је имала 3 становника.
| Број становника према пописима | Број становника према пописима | Број становника према пописима |
| ------------------------------ | ------------------------------ | ------------------------------ |
| 1991                           | 2002                           | 2011                           |
| 2                              | 4                              | 3                              |

Напомена: Године 1985. настала издвајањем дела из насеља Жага.

## Галерија
- распеће
- зимски пејзаж
- жичара
- планински катуни
- зимско вече